# Salute di Adolf Hitler
La salute di Adolf Hitler è stata oggetto di profonda discussione e speculazione sin dai tempi in cui salì al potere. Sin da giovane e come combattente nella prima guerra mondiale la sua salute fu messa a dura prova. Nel corso della sua successiva carriera politica continuò ad avere problemi di salute di tanto in tanto, che si acuirono con la seconda guerra mondiale, specie dopo l'attentato del 20 luglio 1944.
Molti storici, intellettuali e medici hanno analizzato la salute sia fisica che mentale di Hitler (e l'eventuale relazione dell'una con l'altra) e già durante il secondo conflitto mondiale si produssero dei dossier completi sulla sua personalità e il suo comportamento.

## Salute fisica
Hitler fu curato da diversi dottori durante la sua vita: Eduard Bloch era stato il medico della sua famiglia durante la sua infanzia, Theodor Morell lo fu durante gli anni del cancellierato (contraddistintosi per dei metodi curativi poco scientifici e per le miscele di sostanze che personalmente somministrava a Hitler regolarmente) insieme a Werner Haase e Erwin Giesing.
Alto 175 cm e pesante 77 chili (in un rapporto medico del 1924), era leggermente sovrappeso.
Furono diversi i problemi di cui soffrì, alle volte acuiti anche da eventi imprevisti, e altri su cui si è potuto invece soltanto speculare. È stato teorizzato, tra l'altro, che alcuni dei suoi problemi di salute potrebbero essere stati dovuti a una possibile endogamia, visto che suo padre Alois potrebbe essere stato cugino di secondo grado di sua madre Klara.
Ian Kershaw viene ricordato come uno dei massimi esperti della figura di Hitler, avendone studiato con particolare attenzione anche il suo stato di salute e tutte le possibili congetture e speculazioni sulla stessa.

### Monorchidismo (ipotesi)
Sin dagli anni '30 circolò il probabile mito (smentito da certe fonti, confermato invece da altre) che Hitler potesse avere un solo testicolo, ovvero soffrire di monorchidismo (oppure solo di criptorchidismo). Il mito divenne talmente insistente che durante la seconda guerra mondiale nei paesi di lingua anglosassone divenne molto cantata la canzone propagandistica "Hitler has only got one ball", fino ad arrivare a riferimenti odierni.

### Ferite della prima guerra mondiale e cecità
Entrato in servizio come soldato in un reggimento bavarese, Hitler si specializzò come staffetta portaordini, sebbene abbia partecipato a diverse battaglie in prima linea: fu ferito all'inguine durante la battaglia della Somme del 1916 e poi di nuovo nel 1918 diverse volte. Fu nell'ottobre di quell'anno che fu sopraffatto al fronte da un attacco con l'iprite (all'epoca molto più comunemente chiamato "gas mostarda"), che lo rese temporaneamente cieco. Proprio mentre si trovava cieco e bendato in ospedale a Pasewalk per curarsi, l'11 novembre arrivò la notizia dell'armistizio con l'Intesa.
Hitler stesso successivamente avrebbe usato molto la sua duplice cecità temporanea durante i giorni dell'armistizio come un segno del destino e propaganda per evidenziare il fatto di aver capito come stessero i fatti veramente - secondo lui - e che quelli che lo avevano firmato sarebbero stati etichettati come i "criminali di novembre".

### Ferite e tentato suicidio nel putsch di Monaco del 1923
Nel novembre 1923, all'apice dell'iperinflazione tedesca, Hitler tentò un colpo di stato in Baviera. Le autorità riuscirono ad avvertire l'esercito che si schierò al centro di Monaco: all'alba del 9 novembre ci fu il confronto finale tra i nazisti e l'esercito. Dopo un breve scontro a fuoco, Hitler fu ferito a un braccio e fu tratto momentaneamente in salvo in una villa in campagna. Tentò anche di suicidarsi quando la polizia venne ad arrestarlo due giorni dopo, ma Helene Elise Adelheid Niemeyer (la moglie di Ernst Hanfstaengl) lo convinse a desistere.

### Polipi alla gola
Nell'agosto 1935 Hitler dovette far estrarre un polipo dalla sua gola (per la precisione, alla sua corda vocale destra), il che comportò anche delle ricadute successivamente, impedendogli di svolgere alcuni doveri e contribuendo a far diffondere all'inizio addirittura delle voci di un possibile cancro. Nell'ottobre 1944 Hitler dovette rimuoverne un altro.

### Ferite nell'attentato del 1944
Tra tutti i tentati attentati, quello del 20 luglio 1944 andò più vicino a uccidere Hitler, dal punto di vista statistico.
Hitler riuscì a scampare alla bomba azionata dal colonnello Claus von Stauffenberg quasi illeso, sebbene entrambi i suoi timpani fossero forati e avesse per un certo periodo perso il senso dell'equilibrio.
Successivamente all'attentato la salute di Hitler andò declinando ancora più velocemente e vi fu un susseguirsi di medici sia per tamponare il declino, sia per via dei sospetti che ricaddero sul medico Morell di aver di fatto 'avvelenato' Hitler nel corso degli anni con alcune sue miscele di sostanze.

### Malattia di Parkinson o Huntington (Ipotesi)
Il problema di salute fisica più conosciuto di Hitler riguarda i tremori, la gobba e l'ambulazione incerta che lo contraddistinsero soprattutto nell'ultima fase della guerra.
Molte ipotesi sono state fatte su questi sintomi, passando dalla più probabile malattia di Parkinson (o comunque un Parkinsonismo), la meno probabile sifilide o anche la malattia di Huntington.

### Altro
Altri problemi di salute ricorrenti di Hitler furono problemi e dolori di stomaco, eczemi e dermatiti alle gambe. Egli ammetteva di soffrire di problemi di stomaco e di intestino, e si era convinto che rinunciando alla carne i suoi dolori sarebbero spariti al che iniziò una dieta a base di frutta e verdura. Fu vegetariano almeno durante la Guerra.

## Salute mentale
Ancor più di interesse per molti storici, medici e studiosi è stata la salute mentale di Hitler e gli eventuali influssi che quella fisica possa aver avuto sul suo sviluppo mentale e sul suo carattere.
Nel 1943 l'OSS, il servizio segreto statunitense operante nel periodo della seconda guerra mondiale, incaricò Walter C. Langer, un noto psicoanalista statunitense laureatosi nel 1923 a Harvard, di stilare un profilo della psicologia del dittatore per aiutare a fini strategici gli Alleati. Langer cercò testimonianze tra le persone che avevano conosciuto Hitler e si erano rifugiate negli Stati Uniti e analizzando tutte le notizie che giungevano sul dittatore dalla Germania presentò il suo lavoro intitolandolo Un'analisi psicologica di Adolf Hitler: la sua vita e leggenda scritta da Walter C. Langer. Secondo questa relazione, supportata anche dall'analisi psicoanalitica del 1943 intitolata Analisi della personalità di Adolf Hitler effettuata dallo psicologo Henry Murray, Hitler sarebbe stato uno psicopatico, affetto verosimilmente da schizofrenia paranoide, probabilmente affetto da impotenza, da omosessualità repressa e con tendenze suicide (poi realizzatesi). Alcuni hanno invece sostenuto che fosse asessuale, mentre altri respingono tali affermazioni, considerandole speculazioni propagandistiche o mediatiche. Si suppone che in totale abbia avuto sei amanti. Robert G. L. Waite ha invece ipotizzato un disturbo dell'umore o una personalità di tipo borderline.